# Oliver Bierhoff
Oliver Bierhoff (* 1. května 1968 Karlsruhe) je bývalý německý fotbalový útočník a od července 2004 funkcionář Německé fotbalové asociace, nejprve jako sportovní manažer národního týmu a od 1. ledna 2018 jako jeden ze čtyř ředitelů DFB (ředitel národních týmů akademie).
Ve fotbalové kariéře získal díky dvou vstřeleným brankám ve finále ME 1996 proti Česku zlatou medaili. Hrál i na MS (1998 a 2002 – stříbro).
V klubové kariéře dosáhl největšího úspěchu zisk titulu v dresu AC Milán v sezoně 1998/99 a v sezoně 1997/98 se stal nejlepším střelcem ligy s 27 góly.

## Přestupy
- z Ascoli Calcio 1898 do Udinese Calcio za 1 150 000 Euro
- z Udinese Calcio do AC Milán za 12 500 000 Euro
- z AC Milán do AS Monako zadarmo
- z AS Monako do AC ChievoVerona zadarmo

## Hráčská statistika
| Sezóna  | Klub                     | Liga       | Liga   | Liga | Ligové poháry | Ligové poháry | Ligové poháry | Kontinentální poháry | Kontinentální poháry | Kontinentální poháry | Celkem | Celkem |
| Sezóna  | Klub                     | Soutěž     | Zápasy | Góly | Soutěž        | Zápasy        | Góly          | Soutěž               | Zápasy               | Góly                 | Zápasy | Góly   |
| ------- | ------------------------ | ---------- | ------ | ---- | ------------- | ------------- | ------------- | -------------------- | -------------------- | -------------------- | ------ | ------ |
| 1986/87 | FC Bayer Uerdingen       | Bundesliga | 19     | 3    | NP            | 4             | 4             | UEFA                 | 4                    | 2                    | 27     | 9      |
| 1987/88 | FC Bayer Uerdingen       | Bundesliga | 12     | 1    | NP            | 1             | 0             | -                    | 0                    | 0                    | 13     | 1      |
| 1988/89 | Hamburger SV             | Bundesliga | 24     | 6    | NP            | 3             | 1             | -                    | 0                    | 0                    | 27     | 7      |
| 1989/90 | Hamburger SV             | Bundesliga | 10     | 0    | NP            | 1             | 0             | -                    | 0                    | 0                    | 11     | 0      |
| 1990    | Borussia Mönchengladbach | Bundesliga | 8      | 0    | -             | 0             | 0             | -                    | 0                    | 0                    | 8      | 0      |
| 1990/91 | SV Casino Salzburg       | Bundesliga | 32     | 23   | RP            | 3             | 2             | -                    | 0                    | 0                    | 35     | 25     |
| 1991/92 | Ascoli Calcio 1898       | Serie A    | 17     | 2    | IP            | 2             | 0             | -                    | 0                    | 0                    | 19     | 2      |
| 1992/93 | Ascoli Calcio 1898       | Serie B    | 35     | 20   | IP            | 2             | 1             | -                    | 0                    | 0                    | 37     | 21     |
| 1993/94 | Ascoli Calcio 1898       | Serie B    | 32     | 17   | IP            | 2             | 0             | -                    | 0                    | 0                    | 34     | 17     |
| 1994/95 | Ascoli Calcio 1898       | Serie B    | 33     | 9    | IP            | 1             | 0             | -                    | 0                    | 0                    | 34     | 9      |
| 1995/96 | Udinese Calcio           | Serie A    | 31     | 17   | IP            | 2             | 1             | -                    | 0                    | 0                    | 33     | 18     |
| 1996/97 | Udinese Calcio           | Serie A    | 23     | 13   | IP            | 1             | 0             | -                    | 0                    | 0                    | 24     | 13     |
| 1997/98 | Udinese Calcio           | Serie A    | 32     | 27   | IP            | 3             | 2             | UEFA                 | 4                    | 2                    | 39     | 31     |
| 1998/99 | AC Milán                 | Serie A    | 34     | 19   | IP            | 3             | 2             | -                    | 0                    | 0                    | 37     | 21     |
| 1999/00 | AC Milán                 | Serie A    | 30     | 11   | IP+IS         | 3+1           | 1+0           | LM                   | 6                    | 2                    | 40     | 14     |
| 2000/01 | AC Milán                 | Serie A    | 27     | 6    | IP            | 5             | 1             | LM                   | 10*                  | 2*                   | 42     | 9      |
| 2001/02 | AS Monako                | Ligue 1    | 18     | 4    | FP+FLP        | 4+3           | 1+2           | -                    | 0                    | 0                    | 25     | 7      |
| 2002/03 | AC ChievoVerona          | Serie A    | 26     | 7    | IP            | 2             | 0             | UEFA                 | 2                    | 0                    | 30     | 7      |
| Celkově | Celkově                  | Celkově    | 443    | 185  | -             | 46            | 18            | -                    | 26                   | 8                    | 511    | 211    |

Poznámky
- i s předkolem.

## Úspěchy

### Klubové
- 1× vítěz italské ligy (1998/99)

### Reprezentační
- 2× na MS (1998, 2002 – stříbro)
- 2× na ME (1996 – zlato, 2000)

### Individuální
- 1× nejlepší střelec 1. italské ligy (1997/98)
- 1× nejlepší střelec 2. italské ligy (1992/93)
- 1× Fotbalista roku (Německo) (1998)[3][4]